# Please, Please, Please
Pour les articles homonymes, voir Please, Please, Please (homonymie).
Singles de James Brown
I Want You So Bad
(1959)
Pistes de My Generation
The Kids Are Alright It's Not True
Please, Please, Please est une chanson de rhythm and blues écrite par James Brown, et enregistrée par Brown et les Famous Flames.

## Genèse et enregistrement
Please, Please, Please est fortement ancrée dans une sensibilité gospel. Les paroles présentent la complainte d'un homme au cœur brisé suppliant sa fiancée de ne pas le quitter. 
Le DJ Hamp Swain raconte que Clint Brantley, le manager de Little Richard, amène Brown et son groupe, les Famous Flames, à Macon, en Géorgie. Selon Etta James, Little Richard écrit les mots « Please Please Please » sur une serviette, et Brown propose les paroles et la musique.
En 1956, le DJ Charles "Big Saul" Greene emmène Brown et son groupe en studio pour enregistrer la chanson a cappella. Swain la diffuse en radio et c'est un succès immédiat. Un cadre de King Records fait alors venir Brown  à Cincinnati pour faire une démo. Ralph Bass souhaite produire la chanson, mais Syd Nathan, le directeur de King, trouve que « c'est une merde ». Bass décide de la sortir quand même sur Federal Records, filiale de King. Elle est enregistrée à Cincinnati le 4 février 1956.

« Ralph Bass connaissait le répertoire ; il avait entendu plus de shouters à la voix graveleuse, de fans aigus, de rockers sautillants, de chanteurs religieux, d'aboyeurs burlesques, de crooners doo-wop et de raleurs doux et sucrés — plus d'amoureux, de partants, de perdants, de solitaires, de tueurs de femmes, de torpilleurs, de noctambules, de yakafokons et de lawdy-be boys — que n'importe quelle douzaine de juke-boxes pourrait contenir. Mais il n'avait jamais entendu une voix qui possédait l'essence de tous ces styles tout en les dépassant vers un son à la fois plus sauvage et plus sûr de lui, jusqu'à ce qu'il entende Please, Please, Please. »

## Réception
Le single se vend à un million d'exemplaires, arrivant à la 6e place des charts R&B et à la 105e place des charts pop.
La chanson est placée au 143e rang du classement du magazine Rolling Stone des « 500 plus grandes chansons de tous les temps ». Elle est également sélectionnée par le Rock and Roll Hall of Fame, en 1995, comme l'une des « 500 chansons qui ont façonné le rock 'n' roll ».

## Reprises
La chanson est reprise par plusieurs artistes, dont Tina Turner et The Who sur leur premier album My Generation.

## Membres et instrumentistes
- James Brown : chant

The Famous Flames :
- Bobby Byrd : chant
- Johnny Terry : chant
- Sylvester Keels : chant
- Nash Knox : chant
- Nalfloyd Scott : guitare

et
- Wilbert "Lee Diamond" Smith : saxophone ténor
- Ray Felder : saxophone ténor
- Lucas "Fats" Gonder : piano
- Clarence Mack : guitare basse
- Edison Gore : batterie

## Sources
- (en) Cet article est partiellement ou en totalité issu de l’article de Wikipédia en anglais intitulé « Please, Please, Please » (voir la liste des auteurs).